# Timonius secundiflorus
Timonius secundiflorus är en måreväxtart som beskrevs av Steven P. Darwin. Timonius secundiflorus ingår i släktet Timonius och familjen måreväxter. Inga underarter finns listade i Catalogue of Life.